# 阿克雷里足球俱乐部
阿克雷里足球俱乐部，是冰岛的一个包括多项运动的体育俱乐部，位于冰岛北部的阿克雷里。该俱乐部成立于1928年。其足球队现时参加冰島足球超級聯賽，并曾在1989年赢得过冠军。